# Interstate 126
Pour les articles homonymes, voir Route 126.
L'Interstate 126 (I-126) est une autoroute de l'I-26 qui se situe entièrement dans les limites de la ville de Columbia en Caroline du Sud. Sur toute sa longueur, elle forme un multiplex avec la US 76 et permet de relier l'I-26 au centre-ville de Columbia. Elle a une longueur de 3,68 miles (5,92 km) et a trois échangeurs qui ne sont pas numérotés entre sa jonction avec l'I-26 et son terminus est à Gadsden Street. Le Riverbanks Zoo est une attraction majeure le long de l'I-126.

## Description du tracé

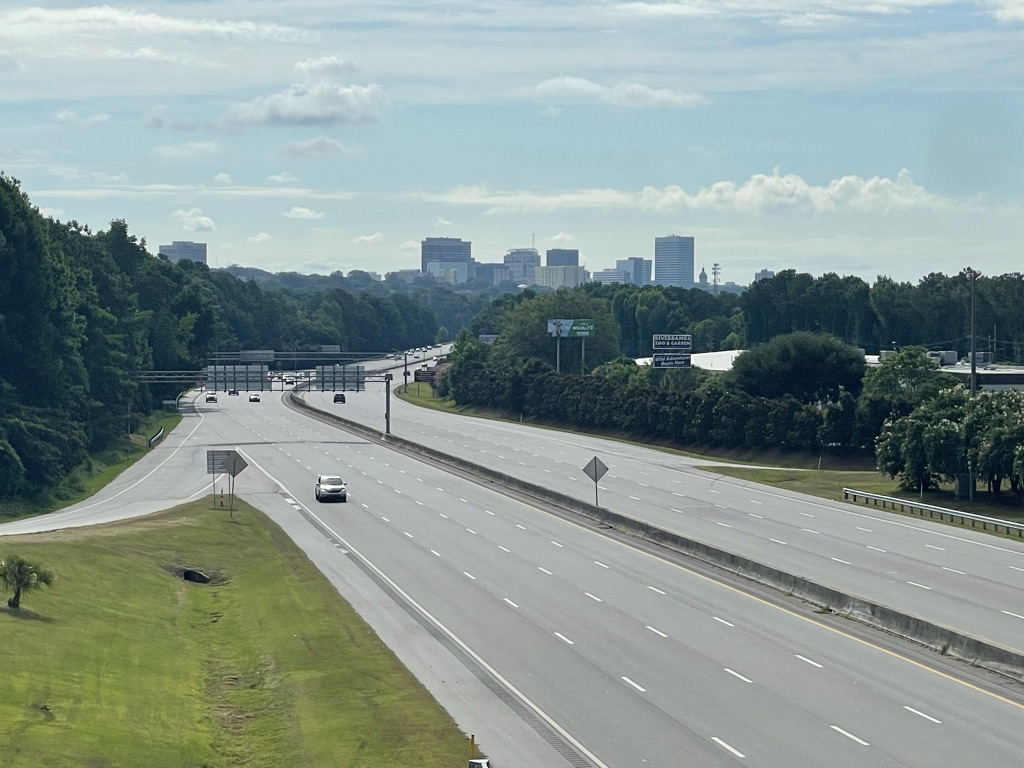
I-126 with Columbia, South Carolina skyline

L'I-126 commence au nord-ouest de Columbia à un échangeur avec L'I-26 et la US 76 le long de la rivière Saluda. Le terminus est situé près du centre d'achats Dutch Square et de l'échangeur entre l'I-26 et l'I-20, surnommé "Malfunction Junction", ce qui inclut une rampe reliant l'I-126 ouest à l'I-20. L'autoroute dispose de huit voies et se dirige vers le sud-est le long de la rivière Saluda et passe par le Riverbanks Zoo au Greystone Boulevard. Elle traverse alors la rivière Broad sur le pont Timmerman près de l'embouchure de la rivière Saluda. L'I-126 entre dans le centre-ville de Columbia et atteint son échangeur le plus à l'est avec Huger Street, lequel est également la route de US 21, US 176 et US 321. L'autoroute continue à l'est sur quelques blocs sur Elmwood Avenue et se termine à at Gadsden Street près de la Résidence du gouverneur de la Caroline du Sud.
L'I-126 est officiellement nommée Lester Bates Freeway d'après l'ancien maire de Columbia, Lester Bates. Toutes ses sorties ne sont pas numérotées. L'entièreté du tracé de l'I-126 forme un multiplex avec la US 76, laquelle continue à l'ouest vers la Géorgie et la Caroline du Nord.

## Futur

### L'échangeur entre l'I-20 et l'I-26
Le Département des transports de Caroline du Sud, en collaboration avec la Federal Highway Administration, a proposé des améliorations dans le corridor de l'I-20 / I-26 / I-126, incluant un système d'échangeurs entre ces trois autoroutes dans les comtés de Lexington et de Richland. Ces améliorations sont proposées pour fluidifier le trafic et la mobilité en plus de réduire la congestion dans ce corridor. Celui-ci a une longueur d'environ 14 miles (23 km).

## Liste des sorties
| Interstate 126                            |              |      |      |        |                                                                           |                                                                                                   |
| Comté                                     | Municipalité | mi   | km   | Sortie | Intersections / Destinations                                              | Notes                                                                                             |
| Richland                                  | Charleston   | 0,00 | 0,00 | —      | I-26 / US 76 ouest vers I-20 – Charleston, Spartanburg, Augusta, Florence | Terminus ouest; terminus ouest du multiplex avec US 76; sortie 64 de l'I-20; sortie 102 de l'I-26 |
| Richland                                  | Charleston   | 0,80 | 1,29 |        | Colonial Life Boulevard vers Bush River Road                              | Sortie direction ouest, entrée direction est                                                      |
| Richland                                  | Charleston   | 1,85 | 2,98 |        | Greystone Boulevard – Riverbanks Zoo                                      |                                                                                                   |
| Richland                                  | Charleston   | 3,35 | 5,39 |        | US 21 sud / US 176 est / US 321 sud (Huger Street)                        | Terminus ouest du multiplex avec US 21 / US 176 / US 321                                          |
| Richland                                  | Charleston   | 3,68 | 5,92 | —      | US 21 nord / US 76 est / US 176 ouest / US 321 nord (Gadsden Street)      | Terminus est; terminus est du multiplex avec US 21 / US 76 / US 176 / US 321                      |
| - Terminus de multiplex - Accès incomplet |              |      |      |        |                                                                           |                                                                                                   |